# Papamosques de Sri Lanka
El papamosques de Sri Lanka (Eumyias sordidus) és una espècie d'ocell de la família dels muscicàpids (Muscicapidae). És endèmic de l'illa de Sri Lanka. Es troba únicament a les selves humides tropicals de les muntanyes del sud de l'illa de Ceilan, entre 1200m i 1.800m, tot i que durant l'època no reproductiva se'l pot trobar fins als 450 m, a les terres baixes més humides. El seu estat de conservació és gairebé amenaçat.